# MKB-10 poglavlje V: Mentalni poremećaji i poremećaji ponašanja

## (F00-F99) Mentalni poremećaji i poremećaji ponašanja

### (F00-F09) Organski i simptomatski mentalni poremećaji
- F00 Demencija u Alzheimerovoj bolesti
  - F00.0 Demencija u Alzheimerovoj bolesti, s ranim početkom
  - F00.1 Demencija u Alzheimerovoj bolesti, s kasnim početkom
  - F00.2 Atipična ili mješovita demencija u Alzheimerovoj bolesti
  - F00.9 Demencija u Alzheimerovoj bolesti, neoznačena
- F01 Vaskularna demencija
  - F01.0 Akutna vaskularna demecija
  - F01.1 Demencija zbog više infarkta
  - F01.2 Vaskularna demencija u potkori mozga
  - F01.3 Vaskularna demencija u kori i potkori mozga
  - F01.8 Druga vaskularna demencija
  - F01.9 Vaskularna demencija, neoznačena
- F02 Demencija u drugim bolestima
  - F02.0 Demencija u Pickovoj bolesti
  - F02.1 Demencija u Creutzfeldt-Jakobovoj bolesti
  - F02.2 Demencija u Huntingtonovoj bolesti
  - F02.3 Demencija u Parkinsonovoj bolesti
  - F02.4 Demencija u bolesti AIDSa
  - F02.8 Demencija u drugim označenim bolestima
- F03 Demencije ne specifične
- F04 Organski sindrom amnezije
- F05 Delirijum
  - F05.0 Delirijum bez demencije
  - F05.1 Delirijum s demencijom
  - F05.8 Drugi deliriji
  - F05.9 Delirijum, nespecifičan
- F06 Drugi mentalni poremećaji uzrokovani oštećenjem i disfunkcijom mozga te tjelesnom bolešću
  - F06.0 Organska halucinoza
  - F06.1 Organski katatoni poremećaj
  - F06.2 Organski sumanuti poremećaj (sličan kao shizofrenija)
  - F06.3 Organski poremećaji raspoloženja
  - F06.4 Organski anksiozni poremećaj
  - F06.5 Organski disocijativni poremećaj
  - F06.6 Organski emocionalni poremećaj (astenički)
  - F06.7 Blagi kognitivni poremećaj
  - F06.8 Drugi označeni mentalni poremećaji uzrokovani oštećenjem i disfunkcijom mozga i bolešću tijela
  - F06.9 Mentalni poremećaj uzrokovan oštećenjem i disfunkcijom mozga i bolešću tijela, nespecifičan
- F07 Poremećaji ličnosti i ponašanja uzrokovani bolešću, oštećenjem i disfunkcijom mozga
  - F07.0 Organski poremećaji ličnosti
  - F07.1 Postencefalitički sindrom
  - F07.2 Sindrom poslije potresa mozga
  - F07.8 Drugi organski poremećaji ličnosti i ponašanja uzrokovani bolešću, oštećenjem i disfunkcijom mozga
  - F07.9 Organski poremećaji ličnosti i poremećaj ponašanja, uzrokovan bolešću, oštećenjem i disfunkcijom mozga, nespecifičan
- F09 Nespecifični organski ili simptomatski metnalni poremećaji
  - F09.0 Akutno trovanje
  - F09.1 Zloupotreba
  - F09.2 Sindrom ovisnosti
  - F09.3 Apstinencijski sindrom
  - F09.4 Apstinencijski sindrom s delirijem
  - F09.5 Mentalni poremećaj
  - F09.6 Sindrom amnezije
  - F09.7 Psihotičke posljedice i kasni početak
  - F09.8 Drugi mentalni poremećaji i poremećaji ponašanja
  - F09.9 Mentalni poremećaj i poremećaj ponašanja, nespecifičan

### (F10-F19) Mentalni poremećaji i poremećaji ponašanja uzrokovani upotrebom psihoaktivnih tvari
- Sljedeća stanja su podtipovi svih kodova od F10 do F19
  - (F1x.0) akutna intoksikacija
  - (F1x.1) zloupotreba
  - (F1x.2) sindrom ovisnosti
  - (F1x.3) apsitencijski sindrom
  - (F1x.4) apstinencijski sindrom s delirijem
  - (F1x.5) psihotični poremećaj
  - (F1x.6) sindrom amnezije
  - (F1x.7) psihotični poremećaj
  - (F1x.8) drugi mentalni poremećaji i poremećaji ponašanja
  - (F1x.9) nespecifični mentalni poremećaj i poremećaj ponašnja

- F10 Mentalni poremećaji i poremećaji ponašanja uzrokovani upotrebom alkohola - akutno trovanje
  - F10.6 Korsakovljeva psihoza
- F11 Mentalni poremećaji i poremećaji ponašanja uzrokovani upotrebom opioida
- F12 Mentalni poremećaji i poremećaji ponašanja uzrokovani upotrebom kanabinoida
- F13 Mentalni poremećaji i poremećaji ponašanja uzrokovani upotrebom hipnotika ili sedativa
- F14 Mentalni poremećaji i poremećaji ponašanja uzrokovani upotrebom kokaina
- F15 Mentalni poremećaji i poremećaji ponašanja uzrokovani upotrebom drugih stimulansa, uključujući kafein
- F16 Mentalni poremećaji i poremećaji ponašanja uzrokovani upotrebom halucinogena
- F17 Mentalni poremećaji i poremećaji ponašanja uzrokovani upotrebom duhana
- F18 Mentalni poremećaji i poremećaji ponašanja uzrokovani upotrebom isparljivih otapala
- F19 Mentalni poremećaji i poremećaji ponašanja uzrokovani upotrebom više vrsta droga i drugih psihoaktivnih tvari

### (F20-F29) Shizofrenija, poremećaji slični shizofreniji i sumanuta stanja
- F20 Shizofrenija
  - F20.0 Paranoidna shizofrenija
  - F20.1 Hebefrena shizofrenija
  - F20.2 Katatona shizofrenija
  - F20.3 Nediferencirana shizofrenija
  - F20.4 Postshizofrena depresija
  - F20.5 Rezidualna shizofrenija
  - F20.6 Obična shizofrenija
  - F20.8 Druga shizofrenija
  - F20.9 Shizofrenija, nespecifična
- F21 Poremećaj sličan shizofreniji
- F22 Stalna sumanuta stanja
  - F22.0 Paranoja - sumanuto stanje
  - F22.8 Druga stalna sumanuta stanja
  - F22.9 Stalno sumanuto stanje, nespecifično
- F23 Akutna i prolazna mentalna oboljenja
  - F23.0 Akutni polimorfni psihotični poremećaj bez simptoma shizofrenije
  - F23.1 Akutni polimorfni psihotični poremećaj sa simptomima shizofrenije
  - F23.2 Akutni mentalni poremećaj sličan shizofreniji
  - F23.3 Drugi akutni pretezno sumanuti psihotični poremećaji
  - F23.8 Drugi akutni i prolazni psihotični poremećaj
  - F23.9 Akutni i prolazni psihotični poremećaj, nespecifičan
- F24 Inducirano sumanuto stanje
  - F24 Folie à deux
- F25 Shizoafektivni poremećaji
  - F25.0 Shizoafektivni poremećaj, tip manija
  - F25.1 Shizoafektivni poremećaj, tip depresija
  - F25.2 Shizoafektivni poremećaj, mješoviti tip
  - F25.8 Drugi shizoafektivni poremećaji
  - F25.9 Shizoafektivni poremećaj, nespecifični
- F28 Drugi neorganski psihotični poremećaji
- F29 Neorganske psihoze, nespecifično

### (F30-F39) Poremećaji raspoloženja
- F30 Epizode manije
  - F30.0 Hipomanija
  - F30.1 Manija bez simptoma psihoze
  - F30.2 Manija sa simptomima psihoze
  - F30.8 Druge manijske epizode
  - F30.9 Manijska epizoda, nespecifična
- F31 Bipolarni poremećaj
  - F31.0 Bipolarni afektivni poremećaj, hipomanijska epizoda
  - F31.1 Bipolarni afektivni poremećaj, manijska epizoda bez simptoma psihoze
  - F31.2 Bipolarni afektivni poremećaj, manijska epizoda sa simptomima psihoze
  - F31.3 Bipolarni afektivni poremećaj, blaga ili umjerena depresijska epizoda
  - F31.4 Bipolarni afektivni poremećaj, teska depresijska epizoda bez simptoma psihoza
  - F31.5 Bipolarni afektivni poremećaj, teska depresijska epizoda sa simptomima psihoze
  - F31.6 Bipolarni afektivni poremećaj, mjesovita epizoda
  - F31.7 Bipolarni afektivni poremećaj, u remisiji
  - F31.8 Drugi bipolarni afektivni poremećaj
  - F31.9 Bipolarni afektivni poremećaj, neoznaceno
- F32 Depresija
  - F32.0 Blaga depresijska epizoda
  - F32.1 Umjerena depresijska epizoda
  - F32.2 Teška depresijska epizoda bez simptoma psihoze
  - F32.3 Teška depresijska epizoda sa simptomima psihoze
  - F32.8 Druge depresijske epizode
  - F32.9 Depresijska epizoda, nespecifična
- F33 Povratni depresijski poremećaj
  - F33.0 Blag povratni depresijski poremećaj
  - F33.1 Umjeren povratni depresijski poremećaj
  - F33.2 Težak povratni depresijski poremećaj bez simptoma psihoze
  - F33.3 Težak povratan depresijski poremećaj sa simptomima psihoze
  - F33.4 Povratni depresijski poremećaj, u remisiji
  - F33.8 Drugi povratni depresijski poremećaj
  - F33.9 Povratni depresijski poremećaj, nespecifičan
- F34 Stalni poremećaji raspoloženja
  - F34.0 Ciklotimija
  - F34.1 Distimija
  - F34.8 Drugi stalni poremećaji raspoloženja
  - F34.9 Stalni poremećaj raspoloženja, nespecifičan
- F38 Drugi poremećaji raspoloženja
  - F38.0 Drugi pojedinačni poremećaji raspoloženja
  - F38.1 Drugi povratni poremećaji raspoloženja
  - F38.8 Drugi označeni poremećaji raspoloženja
- F39 Poremećaj raspoloženja, nespecifičan

### (F40-F48) Neurotski i somatoformni poremećaji i poremećaji izazvani stresom
- F40 Fobični anksiozni poremećaji
  - F40.0 Agorafobija
  - F40.1 Socijalna fobija
  - F40.2 Specificna (izolirana) fobija
  - F40.8 Drugi fobijsko-anksiozni poremećaji
  - F40.9 Fobijsko-anksiozni poremećaj, nespecifični
- F41 Drugi anksiozni poremećaj
  - F41.0 Panični poremećaj, epizodna paroksizimalna anksioznost
  - F41.1 Anksiozni generalizirani poremećaj
  - F41.2 Mješovit anksiozni i depresijski poremećaj
  - F41.9 Anksiozni poremećaj, nespecifičan
- F42 Opsesivno-kompulzivni poremećaj
  - F42.9 Opsesivno-kompulzivni poremećaj, nespecifičan
- F43 Reakcija na teški stres i poremećaji prilagođavanja
  - F43.0 Akutna reakcija na stres
  - F43.1 Posttraumatski stresni poremećaj
  - F43.2 Poremećaj prilagođavanja
- F44 Disocijativni (konverzivni) poremećaji
  - F44.0 Disocijativna amnezija
  - F44.1 Psihogeno lutanje
  - F44.2 Disocijativna ošamućenost
  - F44.3 Trans i poremećaji posjedovanja
  - F44.4 Disocijativni mišićni poremećaj
  - F44.5 Disocijativne konvulzije
  - F44.6 Disocijativna anestezija i gubitak senzornih funkcija
  - F44.7 Mješoviti disocijativni (konverzivni) poremećaji
  - F44.8 Drugi disocijativni (konverzivni) poremećaj
    - Ganserov sindrom
    - Višestruka osobnost
- F45 Somatoformni poremećaji
  - F45.0 Somatizacijski poremećaj
  - F45.1 Nediferencirani somatoformni poremećaj
  - F45.2 Hipohondrija
  - F45.3 Somatoformna disfunkcija vegetativnog živčanog sustava
  - F45.4 Perzistirajući somatoformni bolni poremećaj
  - F45.8 Ostali somatoformni poremećaji
  - F45.9 Somatoformni poremećaj, nespecificiran
- F48 Drugi neurotski poremećaji
  - F48.0 Neurastenija
  - F48.1 Sindrom depersonalizacije

### (F50-F59) Bihevioralni sindromi vezani uz fiziološke poremećaje i fizičke čimbenike
- F50 Poremecaj hranjenja
  - F50.0 Anoreksija nervoza
  - F50.1 Atipična anoreksija nervosa
  - F50.2 Bulimija
  - F50.3 Atipična bulimija
  - F50.4 Pretjerano jedenje s drugim psihičkim smetnjama
  - F50.5 Povraćanje s drugim psihičkim smetnjama
  - F50.8 Drugi poremećaji hranjenja
    - Pica, u odraslih
- F51 Neorganski poremećaji spavanja
  - F51.0 Neorganska insomnija
  - F51.1 Neorganska hipersomnija
  - F51.2 Neorganski poremećaj ritma spavanja
  - F51.3 Mjesečarenje
  - F51.4 Noćni strah
  - F51.5 Noćne more
- F52 Seksualna disfunkcija
  - F52.0 Nedostatak ili gubitak spolne želje
  - F52.1 Seksualna averzija i nedostatak spolnog užitka
  - F52.2 Izostanak genitalnog odgovora
  - F52.3 Poremećaj orgazma
  - F52.4 Prijevremena ejakulacija
  - F52.5 Neorganski vaginizam
  - F52.6 Neorganska dispaurenija
  - F52.7 Pretjerani spolni nagon
    - Erotomanija
    - Nimfomanija

  - F52.8 Drugi neorganski poremećaj spolnog odnosa
  - F52.9 Neorganski poremećaj spolnog odnosa, nespecifičan
- F53 Mentalni poremećaji i poremećaji udruženi s babinjama (postporođajni period)
  - F53.0 Blag mentalni poremećaj i poremećaj ponašanja s babinjama
  - F53.1 Težak mentalni poremećaj i poremećaj ponašanja udruzen s babinjama
  - F53.8 Drugi mentalni poremećaji i poremećaji ponašanja udruzeni s babinjama
  - F53.9 Mentalni poremećaj u babinjama, nespecifičan
- F54 Psihološki poremećaji i poremećaji ponašanja u drugim bolestima
- F55 Zloupotreba lijekova bez uzrokovanja tolerancije
- F59 Sindromi ponašanja udruženi s fiziološkim smetnjama i fizičkim čimbenicima, nespecifični

### (F60-F69) Poremećaji ličnosti i poremećaji ponašanja odraslih
- F60 Specifični poremećaji ličnosti
  - F60.0 Paranoidni poremećaj ličnosti
  - F60.1 Shizoidni poremećaji ličnosti
  - F60.2 Dissocijalni poremećaj ličnosti
  - F60.3 Granični poremećaj ličnosti (tzv. borderline ili poremećaj osobnosti)
  - F60.4 Histrionski poremećaj ličnosti
  - F60.5 Anankastički poremećaj ličnosti
  - F60.6 Anksiozni (izbjegavajući) poremećaj ličnosti
  - F60.7 Ovisna ličnost
  - F60.9 Poremećaj ličnosti, nespecifičan
- F61 Miješani i drugi poremećaji ličnosti
- F62 Trajna promjena ličnosti neorganskog porijekla
  - F62.0 Trajna promjena ličnosti nakon doživljene katastrofe
  - F62.1 Trajna promjena ličnosti nakon psihijatrijske bolesti
  - F62.8 Druge trajne promijenjene ličnosti
  - F62.9 Trajna promjena ličnosti,  nespecifičana
- F63 Poremećaji navika i impulsa
  - F63.0 Patološko kockanje
  - F63.1 Piromanija
  - F63.2 Kleptomanija
  - F63.3 Trihotilomanija
  - F63.8 Drugi poremećaji navika i impulsa
  - F63.9 Poremećaj navika i impulsa, nespecifičan
- F64 Poremećaj spolnog identiteta
  - F64.0 Transseksualizam
  - F64.1 Transvestitizam
  - F64.2 Poremećaj spolnog identiteta u djetinjstvu
  - F64.8 Drugi poremećaji spolnog identiteta
  - F64.9 Poremećaj spolnog identiteta, nespecifičan
- F65 Poremećaji spolne sklonosti
  - F65.0 Fetišizam
  - F65.1 Fetišistički transvestitizam
  - F65.2 Egzibicionizam
  - F65.3 Voajerizam
  - F65.4 Pedofilija
  - F65.5 Sadomazohizam
  - F65.6 Višestruki poremećaji spolne sklonosti
  - F65.8 Drugi poremećaji spolne sklonosti
    - Nekrofilija

  - F65.9 Poremećaj spolne sklonosti,  nespecifičan
- F66 Psihološki poremećaji i poremećaji ponašanja povezani sa spolnim razvojem i orijentacijom
  - F66.0 Poremećaj spolnog sazrijevanja
  - F66.1 Egodistonička spolna orijentacija
  - F66.2 Poremećaj spolnog odnosa partnera
  - F66.8 Drugi psihoseksualni razvojni poremećaji
  - F66.9 Psihoseksualni razvojni poremećaj,  nespecifičan
- F68 Drugi poremećaji ličnosti i poremećaji ponašanja odraslih
  - F68.0 Obrada tjelesnih simptoma zbog psihičkih razloga
  - F68.1 Namjerno izazivanje ili simulacija tjelesnih simptoma psihičkih nesposobnosti
  - F68.8 Drugi specifični poremećaji ličnosti i poremećaji ponašanja odraslih
- F69 Poremećaji ličnosti i poremećaji ponasšnja odrasle osobe,  nespecifičani

### (F70-F79) Mentalna retardacija
- F70 Laka mentalna retardacija
- F71 Umjerena mentalna retardacija
- F72 Teža mentalna retardacija
- F73 Teška mentalna retardacija
- F78 Ostala mentalna retardacija
- F79 Nespecifična mentalna retardacija

### (F80-F89) Poremećaji psihološkog razvoja
- F80 Specifični poremećaji razvoja govora i jezika
  - F80.0 Specifičan poremećaj artikulacije
  - F80.1 Poremećaj ekspresivnog govora
  - F80.2 Poremećaj receptivnog govora
  - F80.3 Landau-Kleffnerov stečeni gubitak govora s epilepsijom
  - F80.8 Drugi poremećaji razvoja govora i jezika
  - F80.9 Poremećaj razvoja govora i jezika, nespecifičan
- F81 Specifični razvojni poremećaji školskih vještina
  - F81.0 Specifičan poremećaj čitanja
  - F81.1 Specifičan poremećaj slovkanja
  - F81.2 Specifičan poremećaj računanja
  - F81.3 Mješovit poremećaj sposobnosti za školovanje
  - F81.8 Drugi poremećaji razvoja sposobnosti za školovanje
- F82 Specifičan poremećaj razvoja motoričkih funkcija
- F83 Mješoviti specifični poremećaji razvoja
- F84 Pervazivni razvojni poremećaj
  - F84.0 Dječji autizam
  - F84.1 Atipičan autizam
  - F84.2 Rettov sindrom
  - F84.3 Drugi disintegrativni poremećaj djetinjstva
  - F84.4 Poremećaj hiperaktivnosti povezan s mentalnom retardacijom i stereotipnim pokretima
  - F84.5 Aspergerov sindrom
  - F84.8 Drugi pervazivni poremećaji razvoja
  - F84.9 Pervazivni poremećaj razvoja, nespecifičan
- F88 Drugi psihički poremećaji razvoja
- F89 Poremećaj psihičkog razvoja, nespecifični

### (F90-F98) Poremećaji ponašanja i emocionalni poremećaji s nastankom u djetinjstvu i adolescenciji
- F90 Hiperkinetski poremećaj
  - F90.0 Poremećaj aktivnosti i pažnje 
    - Poremećaj hiperaktivnosti i deficita pažnje (ADHD)

  - F90.1 Hiperkinetski poremećaj ponašanja
  - F90.8 Drugi hiperkinetski poremećaji
  - F90.9 Hiperkinetski poremećaj, nespecifičan
- F91 Poremećaji ponašanja
  - F91.0 Poremećaj ponašanja u kontekstu obitelji
  - F91.1 Poremećaj ponašanja uzrokovan nepotpunom socijalizacijom
  - F91.2 Poremećaj socijaliziranog ponašanja
  - F91.3 Poremećaji protivljenja i prkosa
  - F91.8 Drugi poremećaji ponašanja
  - F91.9 Poremećaj ponašanja, nespecifičan
- F92 Mješoviti poremećaji ponašanja i emocija
  - F92.0 Poremećaji ponašanja depresivna tipa
  - F92.8 Drugi mješoviti poremećaji ponašanja i emocija
  - F92.9 Mješovit poremećaj ponašanja i emocija, nespecifičan
- F93 Emocionalni poremećaji s početkom u djetinjstvu
  - F93.0 Anksiozni poremećaj odvajanja u djetinjstvu
  - F93.1 Fobično-anksiozni poremećaj u djetinjstvu
  - F93.2 Socijalno-anksiozni poremećaj u djetinjstvu
  - F93.3 Rivalitet između braće i sestara
  - F93.8 Drugi emocionalni poremećaj u djetinjstvu
  - F93.9 Emocionalni poremećaj nastao u djetinjstvu, nespecifičan
- F94 Poremećaji socijalnog funkcioniranja nastali u djetinjstvu i adolescenciji
  - F94.0 Elektivni mutizam
  - F94.1 Reaktivni emocionalni poremećaj u djetinjstvu
  - F94.2 Poremećaj neinhibiranosti u djetinjstvu
  - F94.8 Drugi poremećaji socijalnog funkcioniranja u djetinjstvu
  - F94.9 Poremećaj socijalnog funkcioniranja u djetinjstvu, nespecifičan
- F95 Tikovi
  - F95.0 Prolazan tik
  - F95.1 Kronični motorni ili glasovni tik
  - F95.2 Kombinirani glasovno-motorni tik
  - F95.8 Drugi tik
  - F95.9 Tik nespecifičan
- F98 Ostali poremećaji emocija i ponašanja nastali u djetinjstvu i adolescenciji
  - F98.0 Neorganska enureza
  - F98.1 Neorganska enkopreza
  - F98.2 Poremećaj hranjenja dojencadi i deteta
  - F98.3 Pika u ranom i kasnijem djetinjstvu
  - F98.4 Poremećaj sa stereotinim pokretima
  - F98.5 Mucanje
  - F98.6 Eksplozivni govor s prekidima - Cluttering
  - F98.8 Drugi specifični poremećaji emocija i poremećaji ponašanja s početkom u djetinjstvu
  - F98.9 Poremećaji emocija i poremećaji ponašanja s početkom u djetinjstvu i adolescenciji,  nespecifični

### (F99) Neodređeni mentalni poremećaj
- F99 Mentalni poremećaj ne drugačije određen

## Vanjske poveznice
- MKB-10 F00-F99 2007. - WHO[neaktivna poveznica]